# Hulk Räckorz
Hulk Räckorz est un label indépendant allemand de punk rock.

## Histoire
Le label est fondé en 1990 par le groupe WIZO avec Andreas « Fratz » Thum. Le label se fait connaitre d'un large public par les conséquences de la vente d’un t-shirt montrant un cochon crucifié. Le vicaire général Wilhelm Gegenfurtner, qui avait déjà poursuivi Walter Moers pour Das Kleine Arschloch, porte plainte contre le label en 1997. Le t-shirt est vendu depuis 1994 et provient du livret de l'album UUAARRGH! de WIZO. WIZO accepte de mettre fin à la vente du t-shirt à condition que l'église fournisse un panneau d'affichage expliquant la Judensau devant la cathédrale Saint-Pierre de Ratisbonne. Le tribunal ne constate finalement aucun blasphème. Depuis 2005, donc bien après le litige, il existe effectivement un tel panneau d'affichage.
Hulk Räckorz exploite en outre la marque de mode SexyPunk.

## Groupes notables
- Molotow Soda
- Use to Abuse
- Swoons
- Toxic Walls
- Lost Lyrics
- Outsiders Joy
- Rock'n'Roll Stormtroopers
- The Savants
- Aurora (Hongrie)
- Troublemakers (Suède)